# Музей в Люксембургском саду
Музей в Люксембургском саду, или Люксембургский музей (фр. Musée du Luxembourg) — парижский художественный музей в VI округе на левом берегу Сены; располагается за решёткой Люксембургского сада, примыкающего к южной части Латинского квартала.

## Описание музея
Музей расположился в одном из корпусов Люксембургского дворца, расположенного перпендикулярно дворцовой оранжерее. С 2000 года находится под эгидой французского Сената, занимающего остальную часть дворца. Основной задачей ныне существующего музея является периодическая организация тематических художественных выставок. В соответствии с программой, учреждённой министерством культуры Франции и Сенатом, последний перепоручает организацию выставок частным организациям.

## История

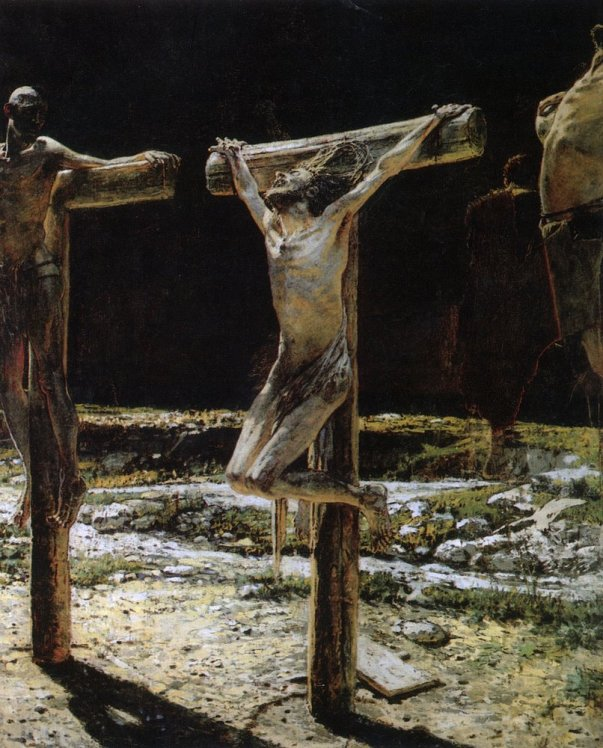
Николай Ге. Распятие. 1892

История Люксембургской галереи, или Музея в Люксембургском саду, — под этим названием сменилось несколько музейных образований — начинается с середины XVIII века. В 1750 году в нём проходила выставка «Королевских картин» (Tableaux du Roy), что превратило здание в первый художественный музей, открытый публике во Франции, — ещё до открытия музея Лувра в 1793 году. В 1818 году здесь был размещён первый европейский Музей современного искусства, позволявший художникам выставляться прижизненно. В 1861 году Джеймс Тиссо выставил здесь картину «Встреча Фауста и Маргариты», которая была приобретена государством для Люксембургской галереи.
15 мая 1871 года художник-иллюстратор Андре Жилль (1840—1885) был назначен куратором нового музея. Ему удалось собрать разрозненные коллекции произведений искусства и восстановить музей скульптуры.
С 1903 по 1922 год в коллекции и экспозиции музея находилась картина Николая Ге «Распятие» 1892 года. Картина была передана в дар сыном художника, эмигрировавшим из Российской империи, и им же изъята для передачи в собор Святого Петра в городе Шоле в исторической области Вандея. В настоящее время это произведение находится в экспозиции Музея Орсе в Париже.
В 1937 году музей получил статус государственного музея новейшего искусства. В 1986 году большая часть коллекции переместилась в новый музей Орсэ.